# Вокализация слоговых сонантов в польском языке
В праславянских диалектах, лёгших в основу польского языка, существовал ряд слоговых сонантов (краткие *r̥, *r̥’, *l̥, *l̥’ и долгие *r̥̄, *r̥̄’, *l̥̄, *l̥̄’), которые утратили свою слоговость (вокализовались).
В праиндоевропейском языке существовали слоговые сонанты *r̥, *l̥, n̥, m̥, которые в прабалтийском и праславянском языках утратили слоговость, изменившись в сочетания *ir, *ur, *il, *ul, *in, *un, *im, *um. Впоследствии, в позднем праславянском языке *u и *i перешли в редуцированные звуки *ъ и *ь. После распада праславянского языка в диалектах, лёгших в основу южно- и западнославянских языков, сочетания *ъr, *ьr, *ъl, *ьl дали слоговые *r̥, *r̥’, *l̥, *l̥’.
Польские исследователи К. Длугош-Курчабова и С. Дубиш считают, что эти слоговые сонанты могли быть как краткими, так и долгими.
Е. Налепа полагал, что вокализация слоговых сонантов является доводом в пользу гипотезы существования лужицко-лехитского единства, поскольку, как в лехитских, так и в лужицких языках слоговые сонанты были утрачены, в отличие от чехо-словацкой подгруппы (в чешском слоговые сонанты в ряде позиций были утрачены, но уже в историческое время).

## Твёрдые *r̥ и *r̥̄
Краткое *r̥ давало ar:
- *br̥kъ > пол. bark «плечо»;
- *gr̥dlo > пол. gardło «горло».

Долгое *r̥̄ давало старопольское ār, впоследствии ā переходило в суженное ȧ, а в итоге совпало с a:
- *tr̥gъ > ст.-польск. [tārg] > ср.-польск. tȧrg > пол. targ «рынок»;
- *br̥tь > ст.-польск. [bārć] > ср.-польск. bȧrć > пол. barć «борть»;

## Мягкие *r̥’ и *r̥̄’
В положении перед твёрдыми зубными согласными *r̥’ и *r̥̄’ утрачивали мягкость по лехитской перегласовке, а затем давали ar:
- *čr̥’nъjь > *čr̥nъjь > пол. czarny «чёрный»;
- *tvr̥’dъjь > *tvr̥dъjь > пол. twardy «твёрдый».

В некоторых случаях согласный перед бывшим мягким слоговым сохраняет мягкость: ziarno «зерно» (диал. zarno), ćwiartka «четвертушка» (czwarty «четвёртый»), dziarski «лихой» (ст.-польск. darski). Шире эти формы распространены в мазовецких говорах: siarna (лит. пол. sarna «косуля»), miartwy (лит. пол. martwy «мёртвый»).
Перед губными и заднеязычными *r̥’ и *r̥̄’ давали ir’ и īr’ соответственно. Впоследствии ir’ и īr’ изменились в er’ и ēr’:
- *vr̥̄’ba > ст.-польск. [vīr’ba] > [v’ēr’ba] > ср.-польск. [v’ėřba] > пол. wierzba «верба; ива».

Перед мягкими зубными согласными *r̥’ и *r̥̄’ переходили в ir и īr, которые затем изменились в er и ēr:
- *tr̥̄’nь > ст.-польск. [t’īr’ń] > [ćērń] > ср.-польск. ciėrń > пол. cierń «шип, колючка; тёрн».

## Твёрдые *l̥ и *l̥̄
Слоговые *l̥ и *l̥̄ утрачивали слоговость в зависимости от предшествующего согласного:
- после зубного согласного *l̥ > łu, *l̥̄ > łū > łu
  - *stl̥pъ > ст.-польск. stłup > пол. słup «столб»;
- после губного согласного *l̥ > oł, *l̥̄ > ōł > ȯł > uł
  - *ml̥va > ст.-польск. mołwa > пол. mowa «речь, язык»;
  - *pl̥̄kъ > ст.-польск. [pōłk] > ср.-польск. pȯłk > пол. pułk «полк»;
- после заднеязычного согласного *l̥, *l̥̄ > eł
  - *kl̥basa > ст.-польск. kełbasa > пол. kiełbasa «колбаса»;
  - *xl̥mъ > пол. Сhełm.

## Мягкие *l̥’ и *l̥̄’
Мягкие *l̥’ и *l̥̄’ утрачивали слоговость следующим образом:
- после č и ž *l̥’ и *l̥̄’ переходили el и ēl соответственно, что после лехитской перегласовки давало oł и ōł (> ȯł > uł):
  - *čl̥’gati > *čelgati > пол. czołgać się «ползти»;
  - *žl̥̄’tь > *žēlćь > ст.-польск. [žōłć] > ср.-польск. żȯłć > пол. żółć «желчь»;
  - *žl̥̄’vь > *žēlvь ст.-польск. [žōłv’] > ср.-польск. żȯłw > > пол. żółw «черепаха»;
- после губного согласного и перед твёрдым переднеязычным *l̥’ изменялся в eł:
  - * *vl̥’na > *vl̥na > пол. wełna «шерсть»;
- *pl̥’nъjь > *pl̥nъjь > пол. pełny «полный»;
- после губного согласного и не перед твёрдым переднеязычным *l̥’ и *l̥̄’ давали il:
  - *vl̥’kъ > пол. wilk «волк»;
  - *ml̥’čati > пол. milczeć «молчать».

## Хронология
Уже в Гнезненской булле (1136 год) слоговых сонантов нет:
- Targossa (= Targosza) < *tr̥gъ;
- Marlec (= Marłek) < *mr̥’lъkъ;
- Zmarsk (= Zmarsk) < *mr̥sk-;
- Cyrnela (= Czi(y)r(z)niela) < *čr̥’n-;
- Vilchanta (= Wilczęta) < *vl̥’kъ.

В связи с этим принимается, что к середине XII века слоговые сонанты уже распались.
К. Длугош-Курчабова и С. Дубиш полагают, что вокализация слоговых сонантов приходится на X век.

## В диалектах
В мазовецком диалекте *l̥’ после губных согласных и не перед твёрдыми переднеязычными давало el: mielli «мололи» (лит. mełli), pielli «пололи» (лит. pełli), wywielga «иволга» (лит. wilga). После губных и перед твёрдыми переднеязычными *l̥’ переходило в ’oł: miołła «молола» (лит. mełła), piołła «полола» (лит. pełła), wiołna «шерсть (материал)» (лит. wełna).